# Topologia hierarchiczna

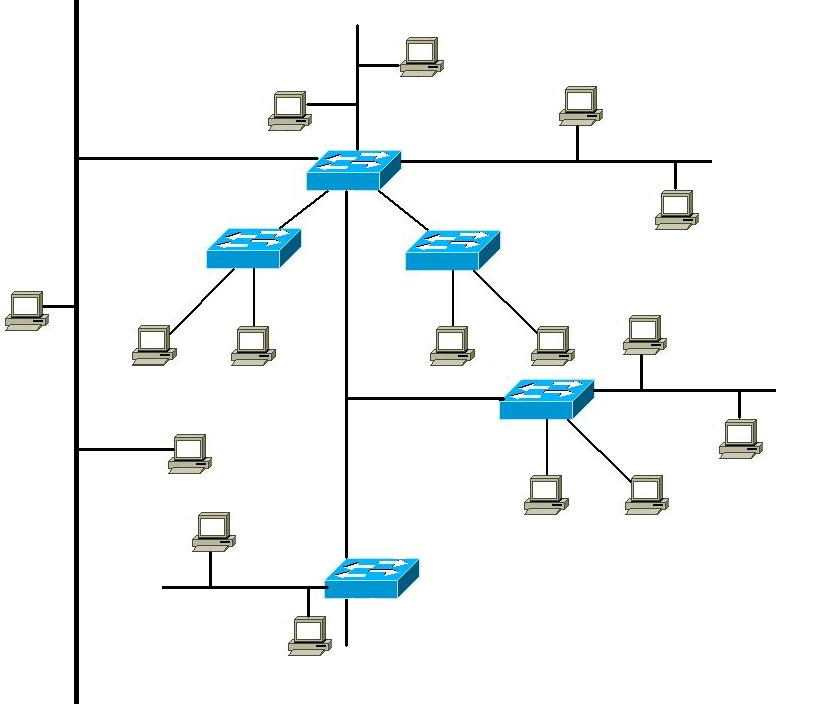
Topologia hierarchiczna

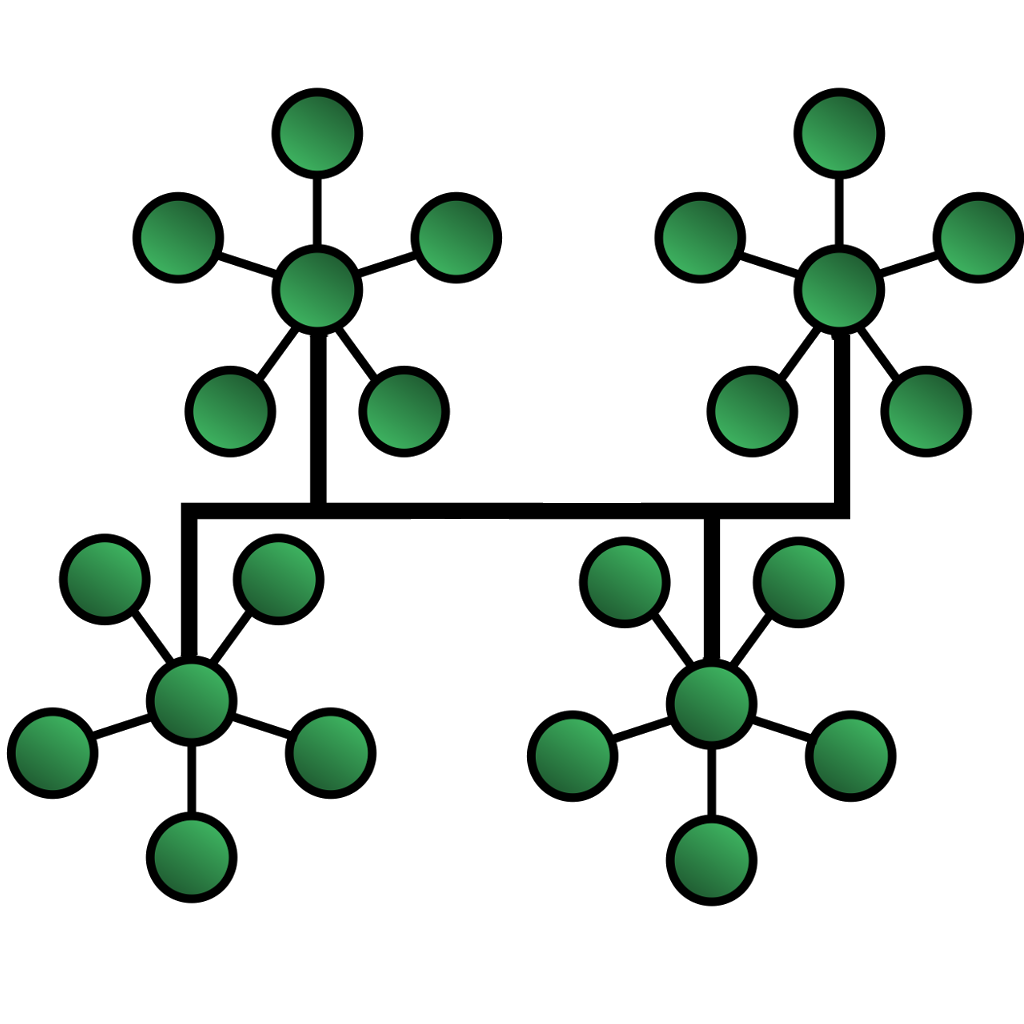
Topologia drzewa

Topologia hierarchiczna, topologia drzewa, topologia rozproszonej gwiazdy (ang. hierarchical topology, tree topology, star-bus topology) – jest kombinacją topologii gwiazdy i magistrali, może być także postrzegana jako zbiór sieci w topologii gwiazdy połączonych magistralami w strukturę hierarchiczną (drzewiastą).
Zasada jej budowy polega na dublowaniu poszczególnych magistral. Początkową pierwszą magistralę dołącza się do koncentratora, dzieląc ją na dwie lub więcej magistral przy użyciu przewodów koncentrycznych – w ten sposób powstają kolejne magistrale. Proces dzielenia można kontynuować, tworząc dodatkowe magistrale wychodzące z magistral odchodzących od pierwszej magistrali, co nadaje topologii cechy topologii gwiazdy. Jeśli jedną magistralę podzieli się na trzy magistrale i każdą z nich na kolejne trzy to w efekcie łącznie otrzyma się trzynaście magistral. Tak tworzone są kolejne poziomy drzewa, ale ich liczba jest ograniczona. Na końcu takiego drzewa zawsze znajdują się pojedyncze terminale (urządzenia).

## Zalety
- łatwa konfiguracja
- sieć zazwyczaj nie jest czuła na uszkodzenie danego węzła czy kabla
- łatwa rozbudowa sieci komputerowej poprzez dodawanie kolejnych rozgałęzień

## Wady
- duża liczba przewodów
- trudności w odnajdywaniu błędów